# Traspic
Traspic (Thlaspi arvense) és una planta silvestre comestible de la família Brassicàcia.

## Descripció
Thlaspi arvense és una planta anual fètida i sense pèl, que creix fins a 60 cm d'alçada, amb branques verticals. Les fulles de la tija tenen forma de fletxa, estretes i dentades. Floreix entre maig i juliol, amb raïms o espigues de petites flors blanques que tenen 4 sèpals i 4 pètals més llargs. Més tard té beines rodones, planes i alades amb una osca apical profunda, mesura 1 cm de diàmetre. Contenen llavors petites de color marró-negre.
El nom comú 'pennycress' deriva de la forma de les llavors que sembla un antic penny anglès. Altres noms comuns anglesos són: stinkweed, bastard cress, fanweed, field pennycress, frenchweed i mostassa mithridate. Pennycress és una herba anual que hiverna amb una olor desagradable quan s'espremen les fulles. Creix de 40 a 80 cm segons les condicions ambientals. Les flors blanques, lavanda o rosa amb quatre pètals desenvolupen entre cinc i vuit llavors. El nombre de cromosomes és 2x. Pennycress, té beines dentades planes i circulars. Les seves llavors tenen un alt contingut en oli i l'espècie ha guanyat interès com a matèria primera potencial per a la producció de biocombustibles. És similar al creixen però més basta, ja que fa una olor fètida i per això normalment es consumeix bullida per treure'n el gust amargant.
El Calendari republicà francès li va dedicar amb el nom de Thlaspi un dia de l'hivern.